# Gilles Bisson
Pour les personnes ayant le même patronyme, voir Bisson.
Gilles Bisson (né le 14 mai 1957 à Timmins en Ontario au (Canada), est un homme politique franco-ontarien.
De 1990 à 2022, il est membre de la législative du NPD à l'Assemblée législative de l'Ontario.

## Biographie
Gilles Bisson est élu pour la première fois à l'Assemblée législative en 1990 et il occupe plusieurs fonctions au sein du gouvernement du NPD.
Il est adjoint parlementaire du ministre au Développement du Nord et des mines et du ministre des affaires francophones. Gilles est nommé par le premier ministre sur le comité du cabinet du Gouvernement de l'Ontario pour l'accord de libre échange nord américain en 1993.
Présentement, Gilles est le critique du parti pour les Affaires francophones, les Richesses naturelles, le Transport et les Affaires autochtones. Il est aussi le whip du caucus néo-démocrate.